# Промисловий транспорт

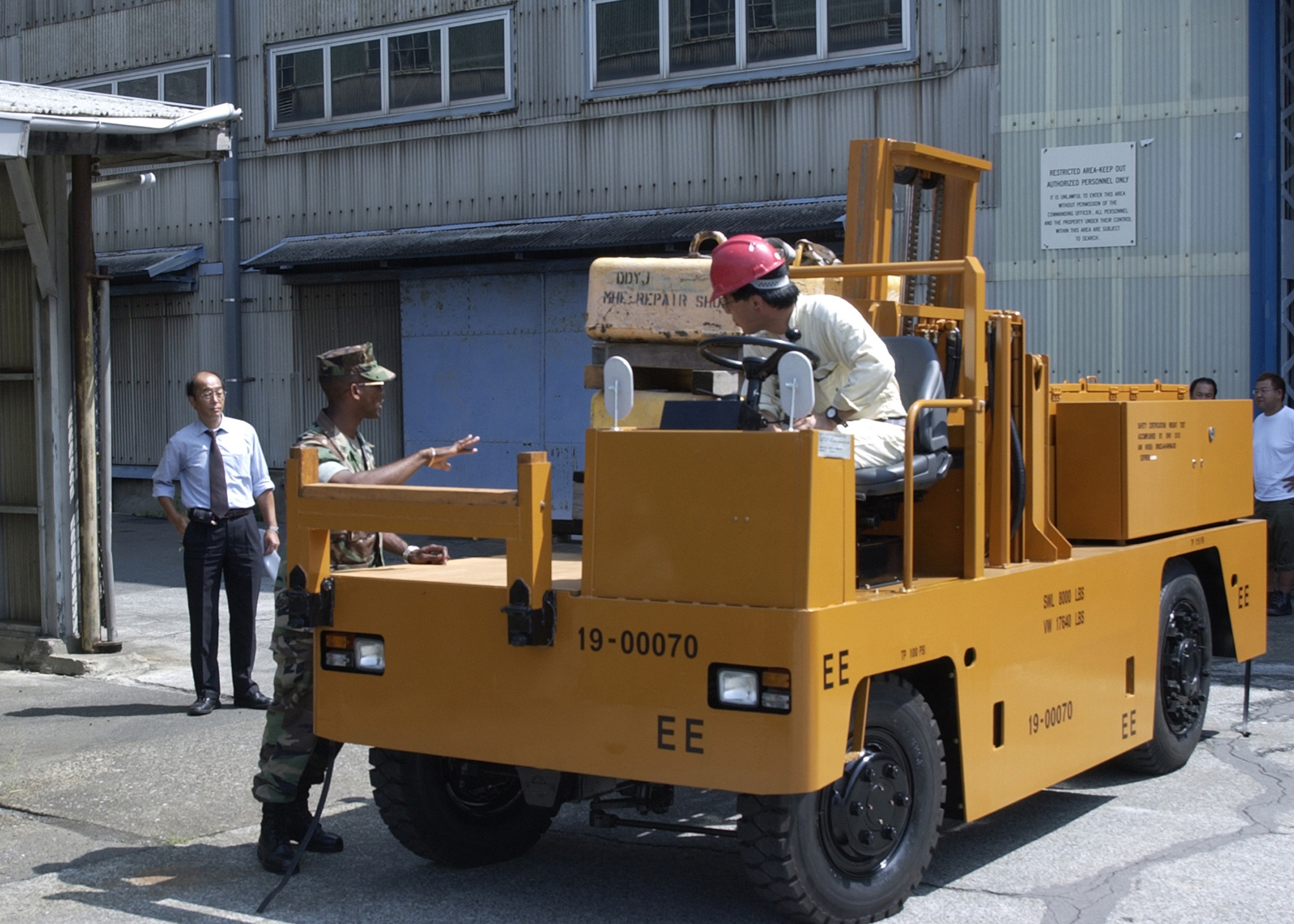

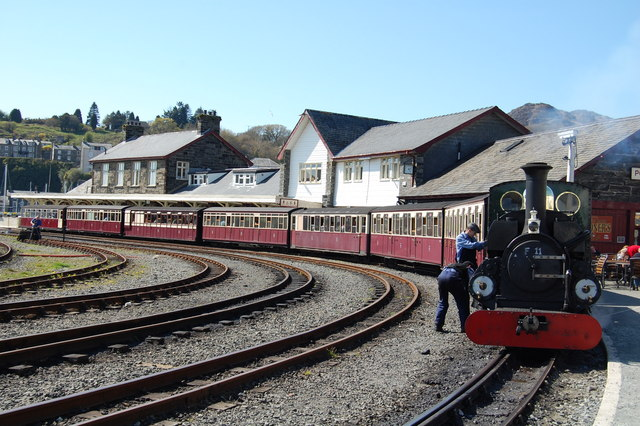

Промисло́вий тра́нспорт — виробничий транспорт промислових підприємств, який переміщує предмети та продукти праці в сфері виробництва. Є складовою частиною виробництва, важливою ланкою транспорту загального користування.
Технічну базу промислового транспорту становлять: залізничний та автомобільний рухомий склад, плавучі засоби, підйомно-транспортні та вантажно-розвантажувальні машини й механізми, транспортні будівлі (депо, гаражі, ремонтні майстерні), споруди (шляхи, колії, причали, естакади, галереї тощо).
Промисловий транспорт поділяють на зовнішній і внутрішній. Зовнішній промисловий транспорт доставляє на підприємства сировину, паливо, матеріали, устаткування та інші вантажі, а також вивозить з території підприємств готову продукцію в пункти передачі її на магістральний транспорт або безпосередньо споживачеві. Внутрішній промисловий транспорт в обробній промисловості включає внутрішньо цеховий та міжцеховий; в добувній промисловості — внутрішньо шахтний (підземний), транспорт на поверхні та кар'єрний.
Основними видами промислового транспорту є залізничний, автомобільний, водний, наземний безрейковий (електронавантажувачі, електровізки, автонавантажувачі тощо), конвейєрний, пневмо-конвейєрний, канатно-підвісний, монорейковий підвісний (канатні та монорейкові шляхи) та трубопровідний (гідравлічний і пневматичний). Застосування того чи іншого виду транспорту визначають на основі техніко-економічниї розрахунків (залежно від обсягу, дальності і характеру перевезень, типу вантажів та від місцевих умов) та від наявних можливостей. Залізничному та автомобільному транспорту належить провідна роль серед інших видів промислового транспорту.
Крім того, для нафто- і газопроводів виділяють промисловий, міжпромисловий і магістральний транспорт. Хоча поділ в назвах транспортних систем на промисловий, міжпромисловий і магістральний є умовним і залежить від призначення транспорту вуглеводню, слід врахувати, що система міжпромислових газопроводів є основою подальшого транспорту газу. При цьому відстані міжпромислового транспорту можуть досягати 100 км і більше.